# Solanum evolvulifolium
Solanum evolvulifolium är en potatisväxtart som beskrevs av Jesse More Greenman. Solanum evolvulifolium ingår i släktet skattor som ingår i familjen potatisväxter. Inga underarter finns listade i Catalogue of Life.